# Игрушки императрицы Феодоры
«Игрушки императрицы Феодоры» (греч. τὰ νινία — «куклы», «ляльки») — диптих из икон Христа и Богородицы конца XIV — начала XV века, хранящийся в Ватопедском монастыре на Афоне. Происхождение икон связывается святогорским преданием с историей из жизни византийской императрицы Феодоры, восстановившей иконопочитание, описанной Продолжателем Феофана.
Отдельные песнопения в честь данных икон не написаны, день празднования не установлен. Диптих ежегодно выносится в день Торжества православия для поклонения.

## История икон императрицы Феодоры
Феодора в 831 году стала супругой императора-иконоборца Феофила. Выросшая в семье иконопочитателей, она, переселившись во дворец, продолжала молиться перед иконами, пряча их под подушкой в спальне. Продолжатель Феофана описывает случай, когда Феодору за молитвой перед иконами застал императорский шут Дендрис и без злого умысла проговорился об этом императору:
| Царь всё понял, воспылал гневом и, как встал из-за стола, сразу отправился к жене, осыпал её всякой бранью и бесстыдным языком своим обозвал идолопоклонницей и передал слова помешанного. На что она, уняв гнев, сразу ответила: «Не так, совсем не так, царь, понял ты это. Мы со служанками смотрелись в зеркало, а Дендрис увидел отражённые там фигуры, пошёл и без всякого смысла донёс о том господину и царю». Так удалось ей тогда погасить царский гнев. |

Позже Феодора либо уговорила Дендриса не рассказывать больше никому об игрушках, либо наказала его (пригрозила наказанием). Когда потом император узнавал у Дендриса «не целует ли снова мама красивых лялек», тот отказался отвечать о «ляльках».
По другому преданию, отражённому в «Повести о чудотворной хиландарской иконе Божией Матери „Троеручица“» (составлена в последней трети XVII — середине XVIII века), перед смертью Феофила Феодора принесла ему одну из своих икон:
| егда же ея муж, цар Феофил, иконоборец, умираше, и зинувши тако, яко утроба его изнутрь зряшеся, и сию икону ему пред очи постави, и помалу составишася, кое и святыя мощи вельми благоухание имеет. |

## Ватопедский диптих

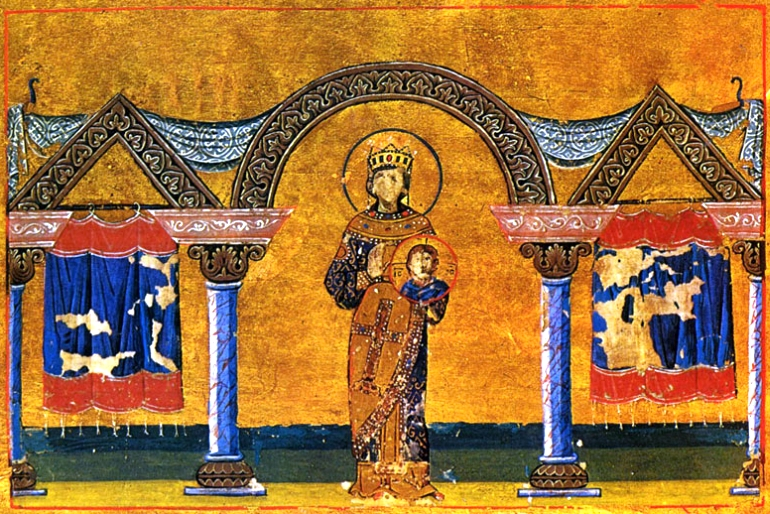
Императрица Феодора (с иконой в руках). Миниатюра из Минология Василия II, конец X — начало XI века

Сообщений о диптихе из Ватопедского монастыря и его судьбе до середины XVI века нет. Впервые о нём упоминается в сообщении 1559 года о хиландарском посольстве в Москву. Среди монастырских святынь, которые собрал святитель Савва Сербский, упоминается «образ Пречистыя Богородицы невелик, златом обложен, и от того образа великое благоухание исходит, что цесарица Феодора в подушце держаше в тайне, при цари Феофиле иконоборце».
Миниатюрный диптих в монастыре Ватопед видел в 1744 году русский путешественник В. Г. Григорович-Барский. В своих записках он упоминает его под именем «игрушек императрицы Феодоры»:
некии древни икони малы… зело достохвалнаго и удивительного художества: Христос на особной дщицы, и Богородица с Младенцем на другой, зело ветхии и удивителнаго живописания, висящии над игуменскою кафедрою, именуемы гречески «неня тис василессис Феодорас», си есть куклы царыци Феодоры.
Достоверность ватопедского предания, отождествляющего диптих с иконами императрицы Феодоры, ставил под сомнение русский византинист архимандрит Антонин (Капустин). Он ссылался на то, что на миниатюрах древнейших минологиев Феодора изображена держащей в руках небольшую икону круглой, а не прямоугольной формы. Современными исследователями ватопедские иконы датируются концом XIV — началом XV века и считаются вкладом в монастырь Анны Палеологины Кантакузины Филантропины, супруги трапезундского императора Мануила III. По мнению Антонина (Капустина), иконы не принадлежат кисти одного художника, при этом он считает икону Христа более древней. О будто бы принадлежности икон императрице Феодоре писал архимандрит Порфирий (Успенский). По одной из версий, иконы происходят из Иоаннины, откуда были присланы в монастырь родственниками Иоанна Кантакузина.
Обе иконы украшены древней басмой (конец XIV — начало XV веков) и серебряными позолоченными окладами XVIII века с изображениями серафимов. Голову Богородицы на окладе венчает позолоченная корона из серебра. Иконы, несмотря на разные размеры, помещены в общий серебряный киот, сделанный в 1818 году архимандритом Иаковом.

### Икона Богородицы

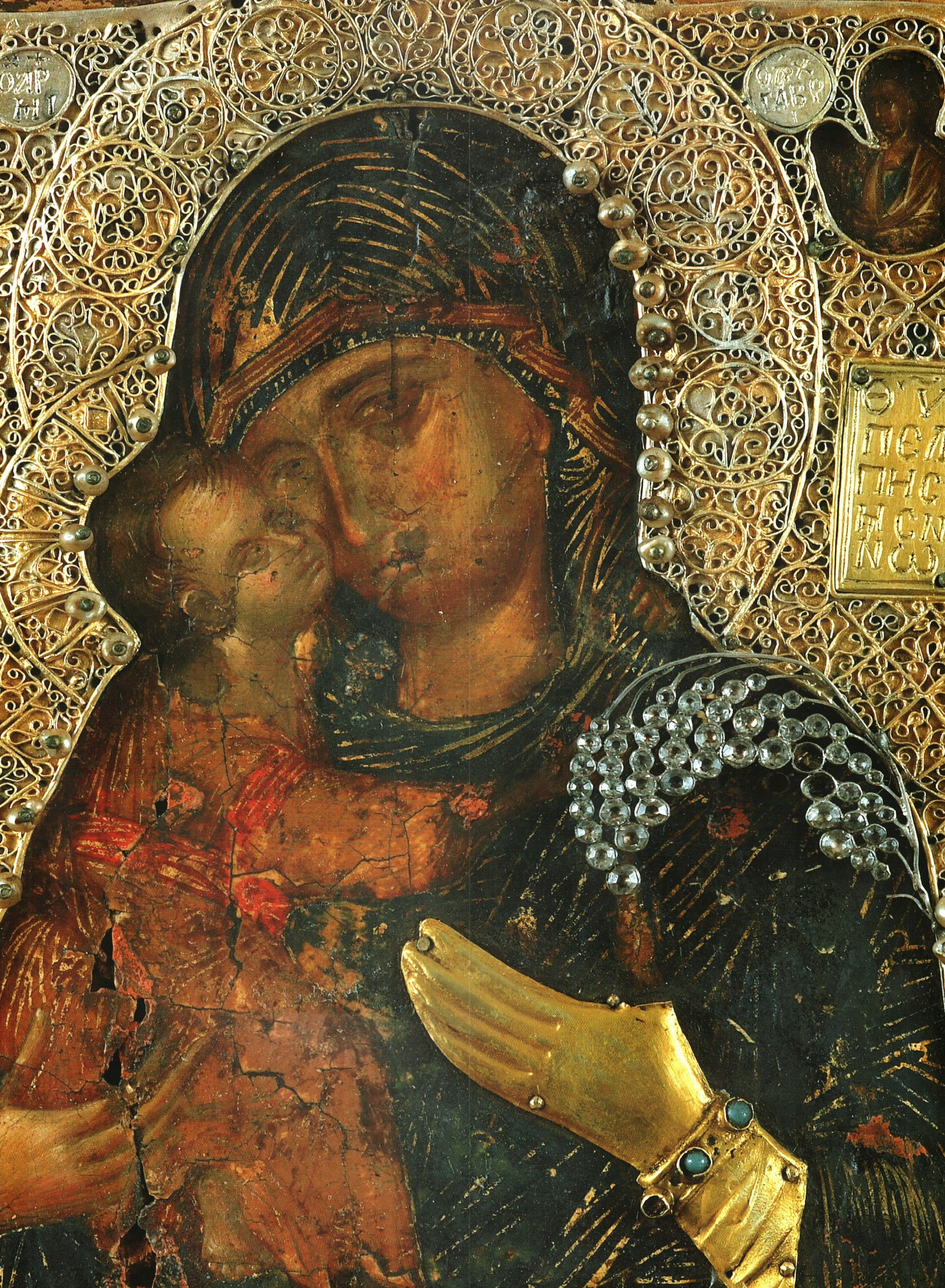
Богородица Гликофилуса

Икона Богородицы имеет размер 25,5 × 22 см. Иконография изображения относиться к типу Богородицы Гликофилусы («Сладколобзающей») и имеет надпись «Ελπίς των Απελπισμένων» («Отчаянных единая Надежда»). По сторонам от Богородицы в верхней части иконы помещены изображения служащих ей ангелов. Мафорий Богородицы тёмно-синего цвета с золотой каймой, младенец Иисус одет в оранжевый гиматий с золотым ассистом. Фон иконы оранжевого цвета, имитирующего золота. На нижнем поле иконы сохранилась едва различимая фигура женщины с белым платом на голове и в красном гиматии. Рядом с её изображением помещена греческая надпись «Моление рабы Божией Анны Палеологины Кантакузины Филантропины».
Историк византийского искусства Н. П. Кондаков считает, что «ватопедскую икону, сохраняемую ныне в складне с двумя иконами, ещё можно признать греческою, хотя позднейшею, иконою Богородицы с Младенцем на правой руке, но, очевидно, только её малый размер дал повод к легенде… Письмо её не ранее XVI в., но на доску набиты части древнего оклада из ленточной скани XIV—XV вв.».
Стилистически икона близка к изводу Богородицы Страстной (вывернутая пяточка Богомладенца, скорбь во взгляде Девы Марии), а художественные приёмы (мягкость личного письма, тёплые тона вохрания) характерны для икон конца XIV века.

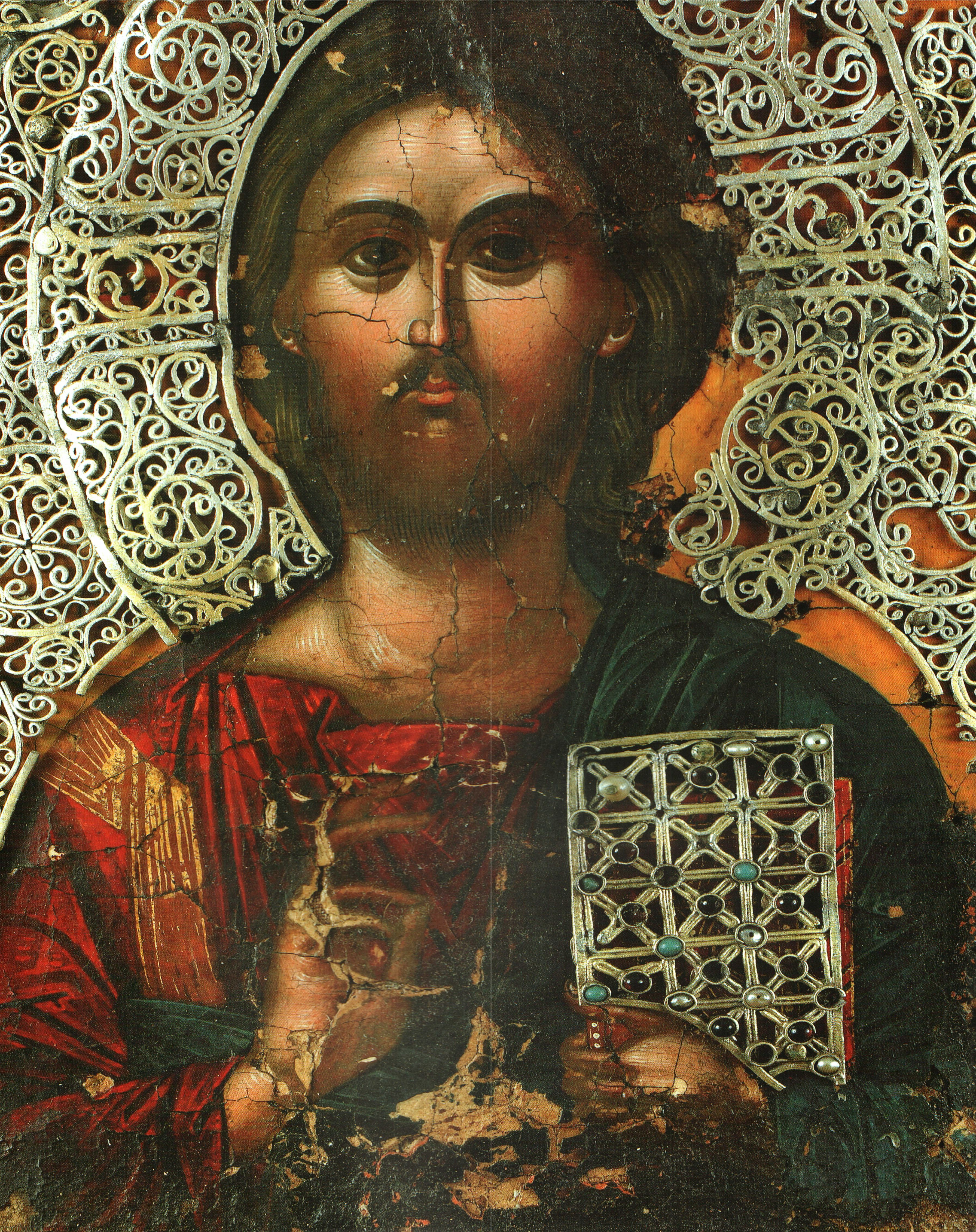
Христос Пантократор

### Икона Иисуса Христа
Икона Христа имеет размер 23 × 17,5 см. Для того, чтобы поместить её в общий киот с иконой Богородицы, иконная доска была надставлена деревянными полями.
Христос на иконе представлен в иконографии Пантократора. Правая рука сложена в благословляющем жесте, в левой находится Евангелие, украшенное драгоценными камнями. Одет Иисус в красный хитон и тёмно-синий гиматий. Карнация на иконе выполнена в розоватом тоне, вокруг глаз, на лбу и шее положены белильные штрихи. Фон иконы, как и на иконе Богородицы, оранжевый, имитирующий золото. По нему прорисован крещатый нимб. Орнамент филигранного оклада не совпадает с окладом иконы Богородицы.
Иконографически ватопедская икона Пантократора близка к произведениям критской школы первой половины XV века. При этом в ней нет «каллиграфической сухости критских икон 2-й половины XV века», что позволяет отнести её к ранним произведениям критской школы и датировать 2-й четвертью XV века. При этом Н. П. Кондаков датирует икону Пантократора XVII веком и относит к русской работе.